# Analog Science Fiction and Fact
«Astounding Science Fiction» (англ. «Изумительная научная фантастика»)(варианты названия — «Astounding Stories of Super-Science», «Astounding Stories», «Analog») — один из наиболее влиятельных американских журналов фантастики за всю историю фантастики как самостоятельного направления коммерческой литературы.

## Создание и годы до Кэмпбелла
Журнал был основан в рамках издательского концерна Publisher's Fiscal Corporation (позже переименован в Clayton Magazines). Проект журнала был разработан его первым редактором Гарри Бейтсом, который взял за основу схему «Amazing Stories», но, рассчитывая привлечь и более широкую читательскую аудиторию, сделал уклон в сторону большей развлекательности. Бейтс также счел ненужным «научный» уклон, который был так принципиально важен для Хьюго Гернсбека — взамен он изобрёл концепцию «сверхнауки» (англ. super science), которая избавляла авторов от необходимости отягощать каждый сюжетный поворот «познавательностью» и давала им куда большую творческую свободу. Предложение создать новый журнал исходило от владельца корпорации Уильяма Клейтона, которому раз в месяц поступали на утверждение обложки всех выходивших в компании 13 журналов на одном большом листе. Обложки были размещены в четыре ряда по четыре, и на листе оставалось место ещё для трёх обложек, что Клейтона крайне раздражало. Чтобы заполнить пустые места на этом листе, он и предложил поискать темы для новых журналов.
Первый номер журнала, который первоначально назывался «Astounding Stories of Super-Science», вышел в январе 1930 года в обычной для коммерческих журналов сверхэкономичной манере — на плохой бумаге в стандартном для pulp-журналов формате («Amazing», претендовавший на «просветительскую роль», первоначально выходил в увеличенном «престижном» формате и на хорошей бумаге) объёмом в 144 страницы и с необрезанным блоком.
Журнал стал быстро набирать популярность. Основу его авторского актива, благодаря сравнительно высоким гонорарным ставкам, составляли писатели уже «раскрученные» в журнальной периодике — Рэй Каммингс, Мюррей Лейнстер, Виктор Руссо, Харл Винсент, Эдмонд Гамильтон, Джек Уильямсон и другие, однако Гарри Бейтс активно привлекал и новых авторов, ориентируя их на написание рассказов в модифицированных фантастическим антуражем популярных направлениях. Например, перенесение обычных сюжетов вестернов (на жаргоне — «лошадиных опер») на другие планеты создало новое направление «космической оперы» — космический вестерн.
В ведении журнала Бейтсу помогали ассистент Десмонд Холл и консультант Дуглас М. Долд.
В течение 1931 и 1932 годов журнал выходил под сокращённым названием «Astounding Stories».
В 1933 году Clayton Magazines обанкротилась, и журнал был перекуплен компанией Street and Smith. Последний номер под редакцией Гарри Бейтса вышел в марте 1933 года, последовал полугодичный перерыв, а затем в октябре 1933 года вышел первый номер под редакцией Ф. Орлина Тремэйна.
Новый редактор провёл некоторые реформы в содержании журнала — например, он вскоре начал выпускать «концептуальные» номера, публикации для которых подбирались таким образом, чтобы можно было с разных точек зрения оценить ту или иную фантастическую концепцию. Журнал снова стал называться коротким названием «Astounding Stories».
Гонорарные ставки при новом владельце снизились, но всё равно оставались выше, чем в других журналах фантастики, поэтому «Astounding» продолжал привлекать в редакционный портфель романы и рассказы наиболее популярных фантастов — кроме Джека Уильямсона и Мюррея Лейнстера, здесь публиковались Э. Э. «Док» Смит, Джон Кэмпбелл (в том числе под псевдонимом «Дон А. Стюарт»), Кэтрин Мур, Г. Ф. Лавкрафт, тогда же в журнале появились первые публикации Л. Спрэга де Кампа, Эрика Фрэнка Расселла, статьи Вилли Лея.
Под руководством Тремэйна «Astounding» заметно упрочил свои позиции — в то время, как практически все остальные журналы фантастики переживали тяжёлые времена, теряли читателей и уменьшали периодичность, «Astounding» оставался примером стабильности, его популярность среди читателей фантастики постоянно росла.

## Эпоха Кэмпбелла

### «Золотой век»
В конце 1937 года Фредерик Орлин Тремэйн получил повышение — пост редакционного директора Street and Smith — и предложил своё прежнее место Джону Кэмпбеллу, который принял журнал начиная с октябрьского номера 1937 года. В марте 1938 года название изменилось на «Astounding Science Fiction», а к середине 1939 года Кэмпбелл сформировал костяк своей «звёздной» команды авторов, которая впоследствии составила славу американской фантастики XX века. Сначала в журнале появились рассказы Лестера дель Рея, Л. Рона Хаббарда, состоялся второй приход в фантастику Клиффорда Саймака, но по-настоящему принципиальным прорывом стали летние номера 1939 года, в которых были опубликованы концептуально новые рассказы А. Э. ван Вогта, Айзека Азимова, Теодора Старджона, а также дебютный рассказ Роберта Хайнлайна, который очень быстро стал ключевым и наиболее популярным автором «Astounding». Впоследствии в «группу Кэмпбелла» влились также Энтони Бучер, Фриц Лейбер, Генри Каттнер и другие авторы. При этом «Astounding» оставался журналом научной фантастики, хотя бы концептуально переосмысленной в литературу «концептуального прорыва»; параллельно Кэмпбелл запустил в марте 1939 года его спутник — журнал фэнтези «Unknown», который был не менее влиятельным в своей области и просуществовал до 1943 года.

### «Серебряный век»
Благодаря Кэмпбеллу и собранной им команде, «Astounding» оставался абсолютным лидером среди журналов фантастики вплоть до начала 1950-х годов, когда у него впервые появились сильные конкуренты — журналы «The Magazine of Fantasy and Science Fiction», «Galaxy» и «If». В то время, как Кэмпбелл продолжал делать ставку на фантастику «концептуального прорыва», редакторы новых журналов творчески переработали его подход и вышли на новый уровень осмысления фантастики именно как литературы, и многие авторы, которые прежде были безоговорочно верны Кэмпбеллу, начали публиковаться и в других журналах.
Тем не менее, «Astounding» оставался одним из самых заметных журналов фантастики и в 1950-х годах. Кэмпбелл в этот период расширил свой авторский актив такими авторами, как Пол Андерсон, Джеймс Блиш, Гордон Диксон, Роберт Силверберг и другими.

### «Analog»
В 1960 году журнал был переименован в «Analog Science Fiction and Fact», однако политика его в целом осталась прежней. Кэмпбелл продолжал придерживаться при отборе произведений довольно жёстких критериев, многие из которых к тому времени стали уже анахронизмами, однако ему сносно удавалось держать журнал в форме.
В 1962 году компания Street and Smith прекратила существование, и журнал перешёл в собственность издательской группы Conde Nast, хотя многие другие издания из того же пакета не были сочтены достойными продолжения издания.
Наиболее значительным из опубликованных в 1960-х годах в «Analog» произведений был цикл Фрэнка Херберта «Дюна». Среди постоянных авторов журнала в этот период были также Гарри Гаррисон, Мак Рейнольдс, Кристофер Энвил и другие.
Журнал удостаивался премии «Хьюго» как лучший журнал фантастики в 1953, 1955—1957, 1961, 1962, 1964, 1965 годах.

## После Кэмпбелла
После кончины Джона Кэмпбелла в 1971 году редактором «Analog» стал Бен Бова. С его приходом политика журнала стала более либеральной, и в нём начали публиковаться Роджер Желязны, Джо Холдеман, Джордж Р. Р. Мартин, Джоан Д. Виндж, что благотворно сказывалось на популярности издания. Бен Бова был удостоен премии «Хьюго» как лучший редактор в 1973—1977 и 1979 годах.
С 1978 по 2012 год пост редактора занимал Стэнли Шмидт. Под руководством Шмидта «Analog» продолжал играть заметную, хотя и не ведущую роль в фантастической периодике США. Как и Кэмпбелл, Шмидт проработал в качестве редактора журнала 34 года и в 2013 году, уже после ухода в отставку, получил премию «Хьюго» как лучший профессиональный редактор (в разряде короткой литературной формы).
В 1980 году группа Conde Nast продала журнал компании Davis Publications.